# Universo construível
Em matemática, o Universo construtível (ou Universo construtível de Gödel ou Hierarquia construtível), denotado por L, é uma classe de conjuntos definida por recursão transfinita. na qual, a diferença do Universo de von Neumann, o sucessor de uma classe não toma todos os subconjuntos, mas somente aquelas que são definíveis, num sentido específico desse termo. Podemos definir também, no âmbito filosofico,  L como sendo o universo praticável fisicamente, não apenas de maneira abstrata. Por exemplo, um carro voador é algo que existe em potencia, porém não se encontra no Universo construtível.

## Definição deL
L é definido numa hierarquia de níveis que são função dos ordinais, de maneira análoga ao Universo de von Neumann. A única diferença é que no passo sucessor, em lugar de tomar todos os subconjuntos, toma somente os "definíveis". Mas especificamente, dado um conjunto x e um subconjunto y de x, y⊆x, diz-se que y é x-definível, denotado por Def(x), se e somente se existe uma fórmula de primeira ordem φ satisfeita por todos e somente por os elementos de y em x (considerado como universo da interpretação). Dessa maneira, Def(x) ⊆ P(x).
- O primeiro nível é o conjunto vazio:

{\displaystyle L_{0}:=\emptyset }.
- Para {\displaystyle \alpha } um número ordinal:

{\displaystyle L_{\alpha +1}:=De\!f(L_{\alpha })}
- Para {\displaystyle \beta } um limite ordinal:

{\displaystyle L_{\beta }:=\bigcup _{\alpha <\beta }L_{\alpha }}.
- Finalmente, sendo L a união de todos os Lα:

{\displaystyle \mathbf {\mathsf {L}} :=\bigcup _{\alpha \in \mathbf {O} n}L_{\alpha }}.

O uso do símbolo de união na última linha constitui, como na definição de
{\displaystyle \mathbf {\mathsf {V}} },
um abuso da linguagem, de modo que
{\displaystyle x\in \mathbf {\mathsf {L}} }
deve ser interpretado como "existe um ordinal
{\displaystyle \alpha }
tal que
{\displaystyle x\in L_{\alpha }}".

## O Axioma de construtibilidade
O enunciado "todo conjunto é construível", abreviado
{\displaystyle \mathbf {\mathsf {V}} =\mathbf {\mathsf {L}} }
é verdadeiro no Universo Construível.
Esse axioma, somado aos habituas de Zermelo-Fraenkel, implica o Axioma da escolha,
hipótese do continuo generalizada,
a negação da hipótese de Suslin e a existência de um conjunto de números reais
{\displaystyle \Delta _{2}^{1}} não mensurável.